# Caroline Werner
Caroline Werner (Sofia, 8 aprile 1996) è una tennista tedesca.

## Carriera
Caroline Werner ha vinto 1 titolo in singolare e 1 titolo in doppio nel circuito ITF in carriera. Il 21 luglio 2025 ha raggiunto il best ranking in singolare raggiungendo la 271ª posizione mondiale, mentre il 6 maggio 2019 ha raggiunto la 452ª posizione in doppio.
Nel 2015, Werner ha giocato nella Bundesliga tedesca per il TC Rüppurr Karlsruhe. Nel 2016, ha gareggiato per il TC Radolfzell nella seconda divisione, che ha aiutato a riportare in prima divisione dopo la sua promozione nel 2017. L'anno successivo, è tornata al TC Rüppurr Karlsruhe e si è classificata seconda.
Dal marzo 2020 a novembre 2023, Werner non è stata attiva a livello internazionale.
Caroline fa la sua prima apparizione nel circuito maggiore all'Hamburg Open 2025, dove ha superato brillantemente le qualificazioni superando in serie la bulgara Gergana Topalova e la connazionale Tessa Johanna Brockmann entrambe in due set, conquistandosi il primo main draw della carriera. Nel primo turno, supera l'altra debuttante e connazionale Valentina Steiner, passata anche lei dalle qualificazioni, ottenendo anche la sua prima vittoria a livello WTA, per poi cedere nel turno seguente dalla numero 16 del mondo e prima testa di serie Ekaterina Aleksandrova in due parziali.

## Statistiche ITF

### Singolare

#### Vittorie (1)
| Torneo $100.000 (0) |
| Torneo $80.000 (0)  |
| Torneo $75.000 (0)  |
| Torneo $60.000 (0)  |
| Torneo $50.000 (0)  |
| Torneo $40.000 (0)  |
| Torneo $25.000 (1)  |
| Torneo $15.000 (0)  |
| Torneo $10.000 (0)  |

| N. | Data              | Torneo            | Superficie  | Avversaria in finale   | Punteggio |
| 1. | 23 settembre 2018 | Izida Cup, Dobrič | Terra rossa | Giulia Gatto-Monticone | 6-2, 6-1  |

#### Sconfitte (6)
| Torneo $100.000 (0) |
| Torneo $80.000 (0)  |
| Torneo $75.000 (0)  |
| Torneo $60.000 (1)  |
| Torneo $50.000 (0)  |
| Torneo $40.000 (0)  |
| Torneo $25.000 (1)  |
| Torneo $15.000 (3)  |
| Torneo $10.000 (1)  |

| N. | Data              | Torneo                                                              | Superficie  | Avversaria in finale | Punteggio     |
| 1. | 22 novembre 2015  | AAVA Ortolääkärit Open, Helsinki                                    | Cemento (i) | Alena Tarasova       | 3-6, 3-6      |
| 2. | 25 marzo 2018     | Israel Women's Tournament, Tel Aviv                                 | Cemento     | Hélène Scholsen      | 5-7, 4-6      |
| 3. | 5 maggio 2018     | Joyce Eisenberg, Acri                                               | Cemento     | Lina Glushko         | 3-6, 3-6      |
| 4. | 7 aprile 2024     | Gran Canaria Women's TDC Series Pro, Telde                          | Terra rossa | Ariana Geerlings     | 6-2, 5-7, 5-7 |
| 5. | 12 maggio 2024    | Torneig Internacional Femení Platja d'Aro 365, Castell-Platja d'Aro | Terra rossa | Audrey Albié         | 6-2, 4-6, 5-7 |
| 6. | 22 settembre 2024 | Pirulo Cup Pazardzhik, Pazardžik                                    | Terra rossa | Ella Seidel          | 1-6, 4-6      |

### Doppio

#### Vittorie (1)
| Torneo $100.000 (0) |
| Torneo $80.000 (0)  |
| Torneo $75.000 (0)  |
| Torneo $60.000 (0)  |
| Torneo $50.000 (0)  |
| Torneo $40.000 (0)  |
| Torneo $25.000 (1)  |
| Torneo $15.000 (0)  |
| Torneo $10.000 (0)  |

| N. | Data          | Torneo                  | Superficie  | Compagna      | Avversarie in finale           | Punteggio        |
| 1. | 28 marzo 2025 | Terrassa Open, Terrassa | Terra rossa | Aneta Kučmová | Alina Čaraeva Yasmine Mansouri | 3-6, 6-1, [10-6] |

#### Sconfitte (9)
| Torneo $100.000 (1) |
| Torneo $80.000 (0)  |
| Torneo $75.000 (0)  |
| Torneo $60.000 (0)  |
| Torneo $50.000 (0)  |
| Torneo $40.000 (0)  |
| Torneo $25.000 (2)  |
| Torneo $15.000 (2)  |
| Torneo $10.000 (4)  |

| N. | Data              | Torneo                                                      | Superficie    | Compagna            | Avversarie in finale                      | Punteggio        |
| 1. | 1º novembre 2014  | Stockholm Ladies, Stoccolma                                 | Cemento (i)   | Nora Niedmers       | Tamara Čurović Margarita Lazareva         | 3-6, 6(3)-7      |
| 2. | 18 giugno 2016    | Future Alkmaar, Alkmaar                                     | Terra rossa   | Charlotte Römer     | Luisa Marie Huber Hélène Scholsen         | w/o              |
| 3. | 22 ottobre 2016   | Ismaning Open, Ismaning                                     | Sintetico (i) | Tamara Arnold       | Julia Kimmelmann Franziska Kommer         | 6–3, 3–6, [8–10] |
| 4. | 2 dicembre 2016   | ITF Cordenons Tennis Cup, Cordenons                         | Sintetico (i) | Nina Stadler        | Laura Ioana Paar Anastasija Zaryc'ka      | 0-6, 6(3)-7      |
| 5. | 17 marzo 2018     | Israel Women's Tournament, Ramat HaSharon                   | Cemento       | Charlotte Römer     | Alicia Barnett Olivia Nicholls            | 4-6, 6(4)-7      |
| 6. | 15 giugno 2018    | Óbidos Ladies Open, Óbidos                                  | Sintetico     | Nuria Párrizas Díaz | Giulia Gatto-Monticone Giorgia Marchetti  | 1-6, 1-6         |
| 7. | 13 aprile 2024    | Gran Canaria Women's TDC Series Pro, Telde                  | Terra rossa   | Marcelina Podlińska | Ida Johansson Jacquline Nylander Altelius | 3-6, 2-6         |
| 8. | 13 settembre 2024 | Open Ciudad de Reus, Reus                                   | Terra rossa   | Julia Grabher       | Ylena In-Albon María Portillo Ramírez     | 4-6, 3-6         |
| 9. | 27 ottobre 2024   | Torneig Internacional Els Gorchs, Les Franqueses del Vallès | Cemento       | Mina Hodzic         | Alina Čaraeva Ekaterina Rejngol'd         | 2-6, 6(2)-7      |